# سرزمین بادها
سرزمین بادها (به کره‌ای: 바람의 나라) که در ایران با نام امپراتور بادها نیز شناخته می‌شود، یک مجموعهٔ تلویزیونی در ژانر درام تاریخی و محصول کره جنوبی است که از ۱۰ سپتامبر ۲۰۰۸ تا ۱۵ ژانویه ۲۰۰۹ از شبکه کی‌بی‌اس۲ کره پخش شد. این سریال لقب جومونگ ۲ را دارد.

## داستان
داستان این مجموعه، سال‌ها پس از ماجراهای سریال افسانه جومونگ رخ می‌دهد و روایتگر اوایل زندگی سومین پادشاه امپراتوری گوگوریو، موهیول است. در ابتدای فیلم نشان داده می‌شود که یوری (پسر جومونگ) مشغول جنگ با بربرها در مرزهای کشور است. هم‌زمان سران قبایل گوگوریو تلاش می‌کنند تا با انجام کودتایی او و خاندانش را از میان بردارند؛ اما یوری آنها را شکست می‌دهد و رهبر شورشیان را نیز می‌کشد. سانگ‌گا، رئیس قبیله بیرو، به دلیل شرکت نکردن در کودتا مجازات نمی‌شود. پسر تازه متولد شده یوری، با این پیشگویی تلخ به دنیا می‌آید که در آینده خانواده‌اش را خواهد کشت و کشور را ویران خواهد کرد. یوری برای جلب رضایت بزرگان، ظاهراً اعلام می‌کند که برای جلوگیری از این فاجعه، نوزاد را خواهد کشت و او ظاهراً در یک مراسم کشته می‌شود؛ اما در حقیقت یوری نوزاد را به شاهزاده هیمیانگ، پسر بزرگش می‌دهد و از او می‌خواهد که نوزاد را به جایی دور و امن که ببرد تا بتواند بزرگ شود و نام او را موهیول به معنی بی‌قلب می‌گذارد. هیمیانگ نیز موهیول را مقبره جومونگ می‌برد و او را به عشق سابقش هیاپ، محافظ مقبره می‌سپارد تا او را به عنوان یک نقاش غار بزرگ کند.
سال‌ها بعد، موهیول و دوست دوران کودکی‌اش مارو که بزرگ شده‌اند، جوانان بازیگوش و دست و پا چلفتی هستند. یک روز درحالی که مخفیانه از غار خارج شده و در خیابان‌های جولبون می‌گردند، با جوانی به نام گوبال‌سو برخورد می‌کنند. در آن سو، موهیول و مارو را به دلیل ترک‌کردن غار زندانی می‌کند؛ زیرا خارج شدن از آن را برای آنها ممنوع کرده بوده. شب‌هنگام مقبره جومونگ توسط نیروه‌های ویژه ترور بویو به نام «اشباح سیاه» باهدف دزدیدن شمشیر جومونگ، مورد حمله قرار می‌گیرد. هیاپ مارو را برای باخبر کردن هیمیانگ که فرماندار جولبون است می‌فرستد. اشباح سیاه درمی‌یابند که مقبره توسط یک مکانیسم دفاعی مرگ‌بار محافظت می‌شود؛ از اینرو آنها موهیول را تهدید می‌کنند که برود و شمشیر را برایشان بیاورد؛ وگرنه هیاپ را خواهند کشت. موهیول موفق می‌شود که از تله‌ها عبور کند و شمشیر جومونگ را بیاورد. در مقابل هیمیانگ و افرادش نیز از راه می‌رسند و اشباح سیاه را می‌کشند. هیمیانگ که برای امنیت موهیول نگران است، او و دوستش مارو را با خود می‌برد و هر دو را به یکی از فرماندهانش به نام گی‌یو می‌سپارد تا آنها را آموزش دهد. تسو پادشاه بویو که اکنون مردی سالخورده است، یوری را برای برقراری روابط دوستانه به کاخ خود دعوت می‌کند و او می‌پذیرد. موهیول پس از کسب مهارت‌های رزمی، گوبال‌سو را تا مرزها تعقیب می‌کند؛ زیرا به دنبال پس گرفتن گردنبند دوران کودکی خود است که گوبال‌سو آن را از او گرفته بود. اما همه آنها توسط سربازان بویو اسیر می‌شوند. در اردوگاه بویو، پزشک زنی به نام یئون موهیول را درمان می‌کند و موهیول نیز به او علاقه‌مند می‌شود. هیمیانگ و ارتشش برای نجات موهیول به اردوگاه بویو حمله کرده و آنها را نجات می‌دهد.
در آن سوی مرزها، تسو به خاطر این حمله که نوعی اعلام جنگ محسوب می‌شود، خشمگین می‌شود و یوری را اخراج می‌کند. یوری به گوگوریو برمی‌گردد و با خلع هیمیانگ از سمتش، او را مجازات می‌کند. بعدها، هیمیانگ و موهیول برای به‌دست آوردن اطلاعات به بویو سفر می‌کنند. آنها متوجه می‌شوند اشباح سیاه در حال آزمایش سم روی بردگان اسیر شده هستند. موهیول از موقعیت مناسبی برای حمله به تسو مطلع می‌شود و به هیمیانگ اطلاع می‌دهد. او نیز به پدرش یوری می‌گوید و نقشه می‌کشند تا پس از کشته شدن تسو و بدون رهبر شدن بویو به آن حمله کنند. گوبال‌سو و افرادش نیز برای حمله به تسو استخدام می‌شوند؛ اما نقشه شکست می‌خورد. تسو از یوری می‌خواهد که هیمیانگ را به او تحویل دهد، وگرنه به گوگوریو حمله و آن را نابود خواهد کرد. یوری برای نجات جان ولیعهدش این دستور را رد می‌کند و برای جنگ آماده می‌شود؛ اما سران قبایل گوشزد می‌کنند که ارتش بویو از گوگوریو قدرتمندتر است و از او می‌خواهند که پسرش را تحویل دهد. در عین ناباوری همه، هیمیانگ خود به اردوگاه تسو می‌رود و با شرط اینکه با سپاهش گوگوریو را ترک کند، خودکشی می‌کند. پسر خوانده سانگ‌گا به نام بیگوک، به همراهان هیمیانگ حمله می‌کند و این را دستور یوری معرفی می‌کند. موهیول و مارو فرار می‌کنند، اما به دست اشباح سیاه بویو اسیر می‌شوند.
یک سال بعد، یوری ارتش خود را تقویت کرده و با همسایگان علیه بویو متحد شده است. در اردوگاه اشباح سیاه، موهیول از عطش انتقام از یوری (که گمان می‌کند خود از پسرش خواسته جانش را بگیرد) و مارو، از آزمایش‌های مرگ‌بار جان سالم به در می‌برد و پس از مدت‌ها تمرین سخت، به یکی از ماهرترین اشباح سیاه تبدیل می‌شوند. آنها همچنین با دوجین، یک شبح سیاه با استعداد دیگر، دوست می‌شوند. هیاپ، گی‌یو و گوبال‌سو نیز با همان تفکر موهیول، سعی می‌کنند یوری را بکشند تا اینکه در می‌یابند که یوری هیچ نقشی در مرگ پسرش یا حمله به دوستانش نداشته است. موهیول، مارو و دوجین مأمور کشتن چینی‌ها در گوگوریو می‌شوند که با موفقیت به پایان می‌رسد. تسو با توطئه‌ای که توسط مشاورش ساگو ترتیب داده شد، دستور می‌دهد که وزیر اعظم تاک‌راگ و دخترش یئون را بکشند. دوجین که او هم عاشق یئون است، پدرش را می‌کشد، اما به موهیول می‌گوید که به یئون کمک کند تا به گوگوریو بگریزد. ساگو برای خلاص شدن از شر دوجین به خارج از کشور واگذار می‌کند. او فرار می‌کند و بی‌گوک را متقاعد می‌کند تا او را به عنوان خادم بپذیرد. در آن سو، تسو به موهیول و مارو مأموریت می‌دهد تا یوری را بکشند. آنها به گوگوریو سفر می‌کنند و موهیول سعی می‌کند پدرش را بکشد؛ اما فرمانده هیاپ به موقع سر می‌رسد و جلوی او را می‌گیرد. یوری به حقیقت هویت موهیول پی می‌برد و باور می‌کند که پیشگویی هنگام تولد او درست بوده. هیاپ موهیول را متقاعد می‌کند که یوری بی‌گناه است و تنها با کشتن تسو می‌توان انتقام هیمیانگ را گرفت. او با هشدار به موقع دوجین زنده می‌ماند و نشان می‌دهد که دستور تسو برای نفوذ دوجین به بیرو بوده است. با کمک دوجین، بی‌گوک به بویو سفر می‌کند و یک اتحاد مخفی با تسو تشکیل می‌دهد. موهیول اتفاقی به هویت واقعی خود پی می‌برد و توسط یوری به‌طور رسمی به مقامات معرفی می‌شود. بزرگان او را به دلیل پیشگویی تولدش نمی‌پذیرند، اما موهیول آنها را متقاعد می‌کند که به او فرصتی بدهند تا لیاقت خود را به عنوان ولیعهد ثابت کند؛ درحالی‌که همسر دوم یوری بانو میو برنامه‌ریزی می‌کند تا پسر خودش یئوجین ولیعهد شود.
تسو جشنی برگزار می‌کند و اعضای گوگوریو را دعوت می‌کند. موهیول به عنوان رئیس هیئت گوگوریو و با هدف جاسوسی و به دست آوردن اطلاعات به بویو سفر می‌کند. آنها متوجه می‌شوند که بویو برای جنگ آماده می‌شود و موهیول با تصمیم آماده کردن ارتش به گوگوریو بازمی‌گردد. شش ماه بعد، ارتش بویو شروع به لشکرکشی به سمت گوگوریو می‌کند و موهیول نیز فرماندهی ارتش گوگوریو را برای مقابله با بویو به دست می‌گیرد. در آغاز جنگ ارتش بویو با ارابه‌های داس‌دار مخصوص خود (که دوجین فرماندهی‌شان را بر عهده دارد) در نبرد پیروز می‌شود و سربازان گوگوریو را قتل عام می‌کند. موهیول بالاخره راهی برای شکست دادن ارابه‌ها پیدا می‌کند و در نبرد بعدی پیروز می‌شود. تسو که به پیروزی در جنگ با ارابه‌هایش امیدوار بود، به ارتش شکست خورده‌اش دستور عقب‌نشینی می‌دهد. این پیروزی برای موهیول به یک موفقیت سیاسی تبدیل می‌شود و پس از کناره‌گیری قلبی یئوجین از رقابت جانشینی، موهیول رسماً به عنوان ولیعهد معرفی می‌شود. پس از آن، او طبق قانون گوگوریو با زنی از قبیله بیرو به نام یی‌جی ازدواج می‌کند؛ اما از هرگونه نزدیکی با او خودداری می‌کند چون هنوز عاشق بانو یئون است.
در همان زمان، ائتلافی میان بی‌گوک، مادر یئوجین و تسو شکل می‌گیرد و آنها علیه یوری و موهیول کودتا می‌کنند. با این وعده که پس از برکناری یوری و مرگ موهیول، یئوجین فرمانروای گوگوریو می‌شود. انس‌نگ توسط اشباح سیاه کشته می‌شود و وفاداران به جولبون عقب‌نشینی می‌کنند. در جریان این جنگ داخلی، یوری و یئوجین هر دو کشته می‌شوند. موهیول با ایجاد یک نزاع بین بی‌گوک و تسو دست برتر را به دست می‌آورد و با یک حمله سریع، بی‌گوک را از گوگوریو فراری می‌دهد و خود بر تخت می‌نشیند. بانو جولی به دوجین کمک می‌کند تا یئون را به بویو بازگرداند. دوجین پس از اینکه متوجه می‌شود که یئون از موهیول باردار است خشمگین می‌شود؛ اما فررند آنها را مانند فرزند خودش می‌پذیرد. مدتی بعد، موهیول با لشکرکشی به بویو، قصد دارد این سرزمین را یک‌بار برای همیشه فتح کند. اما آنها به کمین لشکر بویو برخورد کرده و مارو، دوست وفادار موهیول به دست سپاه بویو اسیر و زنده‌زنده سوزانده می‌شود. موهیول خشمگینانه به جنگ ادامه می‌دهد و در نهایت، با یافتن یک راه مخفی برای ورود پایتخت بویو، این دولت سقوط می‌کند. تسو به جای فرار شکست را می‌پذیرد و از موهیول می‌خواهد تا با دستان او و با مرگی شرافتمندانه بمیرد. دوجین هم که ولیعهد و فرمانده شکست خورده ارتش بویو بود، درحالی‌که زخمی شده با بانو یئون و پسرش از قصر می‌گریزند و مخفی می‌شوند؛ اما یئون توسط یکی از زیردستان یاغی دوجین زخمی می‌شود و بر اثر آن از دنیا می‌رود. پیش از آن دوجین او و پسرش هودونگ را به گوگوریو و نزد موهیول بازمی‌گرداند و سپس جان خود را می‌گیرد. پنج سال بعد موهیول به هودونگ درباره مادرش یئون می‌گوید و مجموعه با گفت و گوی میان آن دو پایان می‌یابد.

## بازیگران
| بازیگر          | شخصیت          | تقش                                                   |
| --------------- | -------------- | ----------------------------------------------------- |
| سونگ ایل گوک    | موهیول         | پسر دوم یوری و پادشاه بعدی گوگوریو                    |
| چویی وون هونگ   | موهیول         | کودکی موهیول                                          |
| چویی جونگ وون   | بانو یئون      | دختر وزیر اعظم بویو و همسر اول موهیول                 |
| چویی وون هونگ   | شاهزاده هودونگ | پسر موهیول و بانو یئون                                |
| کیم جین وو      | شاهزاده هودونگ | جوانی شاهزاده هودونگ                                  |
| پارک گون هیونگ  | دوجین          | فرمانده ارتش بویو، برادرزاده و ولیعهد تسو             |
| جونگ جین یونگ   | یوری           | پادشاه گوگوریو و پدر موهیول                           |
| لی جونگ-وون     | هیمیانگ        | پسر بزرگ یوری و برادر تنی موهیول                      |
| پارک سانگ ووک   | گی‌یو           | از فرماندهان ارتش گوگوریو و از یاران هیمیانگ و موهیول |
| اوه یون آه      | هیاپ           | از فرماندهان ارتش گوگوریو و از یاران هیمیانگ و موهیول |
| کیم جه ووک      | گوبال‌سو        | از فرماندهان ارتش گوگوریو و از یاران هیمیانگ و موهیول |
| جانگ ته سونگ    | مارو           | از فرماندهان ارتش گوگوریو و از یاران هیمیانگ و موهیول |
| کیم سانگ هو     | ارباب ماهوانگ  | تاجر اهل گوگوریو و از یاران هیمیانگ و موهیول          |
| کیم هه سونگ     | یئوجین         | پسر کوچک یوری از بانو میو                             |
| ایم جونگ اون    | شاهزاده سوریو  | دختر یوری و خواهر تنی موهیول                          |
| جونگ دا بین     | سوریو          | کودکی شاهزاده سوریو                                   |
| کیم میونگ سو    | گوچو           | وزیر اعظم گوگوریو                                     |
| کیم ون جونگ     |                |                                                       |
| هان جین هی      | تسو            | پادشاه بویو                                           |
| سون بیونگ       | تاک‌راگ         | وزیر اعظم بویو                                        |
| پارک جونگ هاک   | ساگو           | مشاور تسو                                             |
| کیم مین‌چان      | مائنگ‌گوانگ     |                                                       |
| کیم بیونگ کی    | سانگ‌گا         | رئیس قبیه بیرو و شورای قبایل                          |
| کیم گیو چول     | میانگ‌جین       |                                                       |
| جونگ سونگ مو    | بی‌گوک          |                                                       |
| کیم وون هیو     | گونگ‌چان        |                                                       |
| لی سی یانگ      | یون‌هوآ         |                                                       |
| کیم جونگ هوا    | بانو یی‌جی      | همسر دوم موهیول                                       |
| کیم هیه ری      | بانو میو       | همسر دوم یوری و مادر یئوجین                           |
| چویی وون کیو    |                |                                                       |
| کیم کیونگ ریونگ | گوی‌جوک         |                                                       |
| کیم جوو یونگ    | هوانادائه‌گا    |                                                       |
| کیم سونگ ووک    | آن‌سانگ         |                                                       |
| ویسونگ          |                | فرمانده اشباح سیاه                                    |

## تولید و بازخورد
کارگردان سرزمین بادها کانگ ایل سو و نویسندگی فیلم‌نامه بر عهده چوی وان-گیو، جونگ جین اوک و پارک جین وو با اقتباس از یک مانهوا از کیم جین بوده است. این سریال در ۱۰ سپتامبر ۲۰۰۸ تا ۱۵ ژانویه ۲۰۰۹ از شبکه کی‌بی‌اس۲ در کره جنوبی به روی آنتن رفت و در روزهای چهارشنبه و پنجشنبه ساعت ۲۱:۵۵ به وقت کره پخش می‌شد. مدیران شبکه معتقد بودند که این روال پخش در هفته می‌تواند به جذب مخاطب کمک کند. این سریال شامل ۳۶ قسمت ۷۰ دقیقه‌ای بود و با استقبال مخاطبان روبه‌رو شد. در جدول رتبه‌بندی درصد مخاطبان، این سریال در سئول هیچ‌وقت به رتبه‌ای پایین‌تر از ۲ سقوط نکرد و تا پایان پخش توانست چند رتبه برتر را به‌دست بیاورد و در رتبه‌بندی جهانی نیز موفق بود..
منتقدان دلایل محبوبیت سرزمین بادها را در جذب مخاطب، در مواردی چون به‌کارگیری جلوه‌های ویژه، فیلم‌نامه جذاب و از همه مهم‌تر، بازی خوب بازیگران دانسته‌اند.
سرزمین بادها در سال ۲۰۰۸، ۴ جایزه درامای کی‌بی‌اس، ازجمله جایزه بهترین زوج برای سونگ ایل گوک و چویی جونگ وون، جایزه بهترین بازیگر نقش اول مرد برای سونگ ایل گوک را دریافت کرد. جونگ جین یونگ نیز برنده جایزه دیگری از این شبکه بوده است.

## دوبله و پخش در ایران
مجموعه امپراتور بادها نخست در تابستان سال ۱۳۸۸ و پس از حضور پر سر و صدای سونگ ایل گوک بازیگر نقش اصلی سریال افسانه جومونگ در ایران، به سفارش شبکه ۳ سیما در دست ترجمه به فارسی قرار گرفت و بنا بود در رمضان همان سال بخش شود. اما مدتی بعد گفته شد که این اثر دوبله نخواهد شد و صدا و سیما برنامه‌ای برای پخش این مجموعه ندارد. با این حال، در نهایت این مجموعه در فروردین سال بعد، همراه با سانسورهای زیاد، از شبکه سه پخش شد. مدیر دوبلاژ امپراتور بادها علیرضا باشکندی بوده است که پیشتر همین سمت را در دوبلاژ افسانه جومونگ نیز داشت. تقریبا ۱۰ درصد از صداپیشگان آن سریال در سرزمین بادها نیز حضور دارند. از میان دیگر دوبلورهای این مجموعه می‌توان به حسین عرفانی، منوچهر زنده‌دل، فریبا رمضان‌پور، نرگس فولادوند، الیزا اورامی، آزیتا یاراحمدی، علی‌همت مومی‌وند و عباس نباتی اشاره کرد.
| صداپیشه             | نقش                | صداپیشه         | نقش            |
| ------------------- | ------------------ | --------------- | -------------- |
| علیرضا باشکندی      | موهیول             | فریبا رمضان‌پور  | فرمانده هیاپ   |
| حسین عرفانی         | تسو                | منوچهر زنده‌دل   | یوری           |
| نرگس فولادوند       | بانو یئون          | الیزا اورامی    | بانو میو       |
| آزیتا یاراحمدی      | شاهزاده سوریو      | علی‌همت مومی‌وند  | سانگا          |
| عباس نباتی          | گوچو               | امیرمحمد صمصامی | مارو           |
| امیر عطرچی          | ارباب ماهووانگ     | نادر کی‌مرام     | شاهزاده یوئجین |
| امیرعباس پیام       | مین‌گوانگ           | بیژن علی محمدی  | آن‌سانگ         |
| امیر حکیمی          | گی‌یو               | بهروز علی محمدی | گوبال‌سو        |
| کسری کیانی          | هیمیانگ            | علی عابدی       | بیگوک          |
| محمدرضا رضایی معینی | فرمانده اشباح سیاه | افشین زی‌نوری    | دوجین          |
| حسین خدادادبیگی     |                    | علی منانی       |                |
| محمود فاطمی         |                    | اسفندیار مهرتاش |                |
| محمد یاراحمدی       |                    | فریدون اسماعیلی |                |
| ولی‌الله مومنی       |                    |                 |                |

## جوایز
| سال  | جشنواره             | بخش                                            | نامزد(ها)                     | نتیجه    | منبع  |
| ---- | ------------------- | ---------------------------------------------- | ----------------------------- | -------- | ----- |
| ۲۰۰۸ | جوایز درامای کی‌بی‌اس | جایزه عالی بهترین بازیگر                       | سونگ ایل گوک                  | برنده    | [ ۷ ] |
| ۲۰۰۸ | جوایز درامای کی‌بی‌اس | جایزه بهترین زوج                               | سونگ ایل گوک و چوی جونگ وون   | برنده    | [ ۷ ] |
| ۲۰۰۸ | جوایز درامای کی‌بی‌اس | جایزه بهترین زوج                               | پارک گون هیونگ و چوی جونگ وون | نامزدشده | [ ۷ ] |
| ۲۰۰۸ | جوایز درامای کی‌بی‌اس | جایزه بهترین زوج                               | سونگ ایل گوک و کیم جونگ هوا   | نامزدشده | [ ۷ ] |
| ۲۰۰۸ | جوایز درامای کی‌بی‌اس | جایزه عالی بهترین بازیگر نقش اول مرد مینی‌سریال | جانگ جین یونگ                 | برنده    | [ ۷ ] |
| ۲۰۰۸ | جوایز درامای کی‌بی‌اس | جایزه عالی بهترین بازیگر نقش اول زن مینی‌سریال  | چوی جونگ وون                  | برنده    | [ ۷ ] |
| ۲۰۰۸ | جوایز درامای کی‌بی‌اس | جایزه بهترین بازیگر شبکه                       | جانگ جین یونگ                 | نامزدشده | [ ۷ ] |
| ۲۰۰۸ | جوایز درامای کی‌بی‌اس | جایزه بهترین بازیگر شبکه                       | پارک گون هیونگ                | نامزدشده | [ ۷ ] |
| ۲۰۰۸ | جوایز درامای کی‌بی‌اس | جایزه بهترین کاربر شبکه                        | اوه یون آه                    | نامزدشده | [ ۷ ] |